# Condado de Clay (Kansas)
O Condado de Clay é um dos 105 condados do Estado americano de Kansas.
A sede do condado é Clay Center, e sua maior cidade é Clay Center. O condado possui uma área de 1 698 km² (dos quais 30 km² estão cobertos por água), uma população de 8 822 habitantes, e uma densidade populacional de 5 hab/km² (segundo o censo nacional de 2000). O condado foi fundado em 20 de fevereiro de 1857.